# Öhrlings Pricewaterhousecoopers professur i redovisning och revision

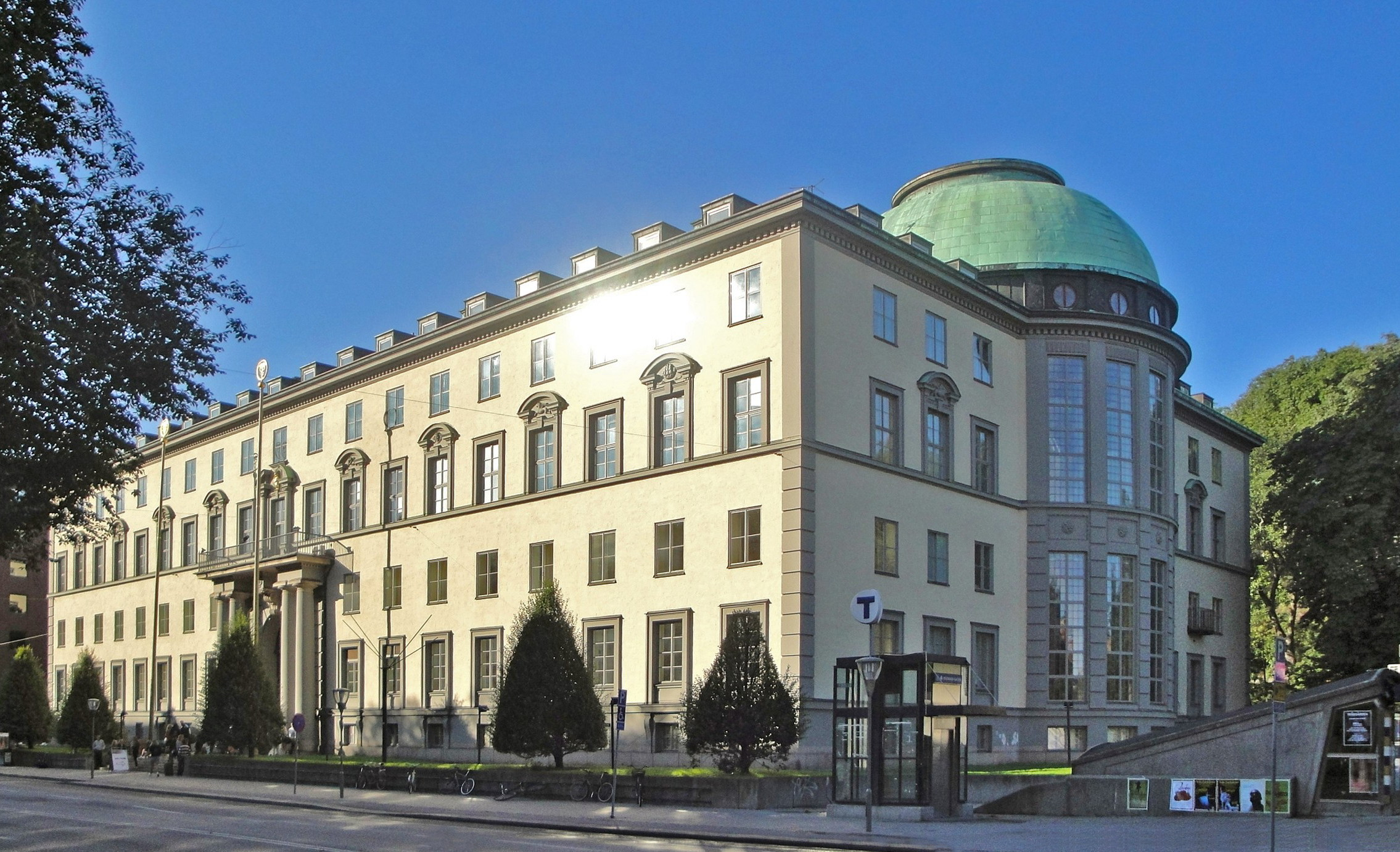
Öhrlings Pricewaterhousecoopers professur i redovisning och revision är en donationsprofessur vid Handelshögskolan i Stockholm

Öhrlings Pricewaterhousecoopers professur i redovisning och revision är en donationsprofessur vid Handelshögskolan i Stockholm. Professuren inrättades år 1993 genom en donation från revisionsbyrån Öhrlings Reveko, företagets nuvarande namn är Öhrlings Pricewaterhousecoopers. Nuvarande innehavare av professuren är professor Walter Schuster vid Handelshögskolan i Stockholm.
Professuren har bytt namn vid flera tillfällen efter sitt inrättande. Den hette från 1993 till 1997 Öhrling Revekos professur i företagsekonomi. Revisionsbyrån Öhrlings Reveko ändrade 1995 namn till Öhrlings Coopers & Lybrand. Detta ledde till att professuren ändrade namn till Öhrling Coopers & Lybrands professur i företagsekonomi 1997. Öhrlings Coopers & Lybrand fusionerades 1999 med revisionsbyrån Price Waterhouse och blev marknadsledande i Sverige i sin bransch. Det nya fusionerade företaget fick namnet Öhrlings Pricewaterhousecoopers men företaget går under det internationella varumärket PwC. År 2000 fick professuren sitt nuvarande namn Öhrlings Pricewaterhousecoopers professur i redovisning och revision.

## Innehavare
- Lars Samuelson

Öhrling Revekos professur i företagsekonomi 1993-1997
Öhrling Coopers & Lybrands professur i företagsekonomi 1997-2000
Öhrling Pricewaterhousecoopers professur i företagsekonomi 2000-2003
- Walter Schuster[3]

Öhrlings Pricewaterhousecoopers professur i redovisning och revision 2006-